# 赵士珸
赵士珸（1090年—1135年），字公美，宋朝宗室，是濮安懿王趙允讓的曾孙，宋英宗之弟澶渊郡王趙宗治的孙子，岐简献王赵仲忽的儿子。
赵士珸天生聪慧机敏，儿时举止端庄如同成人。二十岁时，担任右监门卫大将军、贵州团练使。他跟随上皇宋徽宗被金军北迁，驻在洺州东边时，与各位宗室商议，打算逃回洺州占据城池。谋划尚未成功，金兵已将他们包围，众人四散奔逃。赵士珸骑驴向西逃亡，半夜时驴子被强盗抢走，他便徒步快跑，天亮时，抵达武安的一家酒馆，对人说：“我是皇叔。” 当地官员听闻后前来拜见，供给他衣冠、鞍马。他趁机招募了一百多名精壮青年，一同到磁州，招集义兵以解洺州之围。十天内，集结了五千精兵，归附的百姓有数万人。
当时洺州守臣王麟企图叛降金兵，军民愤怒之下将他杀死，推举统制韩一为主帅。赵士珸趁夜半逼近城下，奋力作战打破包围。次日入城后，部署防御事务。敌人挖掘壕沟，设置鹿角，摆出持久战的架势。赵士珸激励将士死守，用火炮击碎敌军攻城器具，又用计擒获敌方首领，敌军于是撤围而去。他因功升任代理洺州知州，仍兼任防御使。
建炎二年（1128 年），金兵再次进攻洺州，城中粮尽援绝，众人无法坚守，便簇拥着赵士珸出城，从白家滩抵达大名府，朝廷下诏命他前往宋高宗的行在。绍兴五年（1135 年），赵士珸升任泉州观察使，又迁任平海军承宣使、知南外宗正事。当时泉州的官邸刚刚建成，向学的人很少，他上奏称宗室子弟赵善轸文艺才能卓越，被众人推崇称誉，请求免除文解，从此人们知道了激励劝勉的重要性。后来他升任节度使，尚未拜官便去世，时年四十六岁。朝廷追赠他为少师，追封为和义郡王。淳熙年间，加谥号忠靖。他的儿子赵不流，历任临安、绍兴知府，治理有声望。